# HD 46189
HD 46189，又名CD-27 3051，SAO 171866、HR 2380，是一颗恒星，视星等为5.93，位于銀經236.17，銀緯-16.46，其B1900.0坐标为赤經6h 26m 48.7s，赤緯-27° -16.46′ 0″。